# Richard Plumer
Richard Plumer (c.1689-25 novembre 1750) est un homme politique britannique qui siège à la Chambre des communes de 1722 à 1750.

## Biographie
Plumer est le troisième fils survivant de John Plumer, un riche marchand londonien de Blakesware, Hertfordshire, et de son épouse Mary Hale, fille de William Hale de King's Walden, Hertfordshire.Ses frères Walter et William Plumer (1686-1767) sont également au Parlement. Il hérite des domaines de son père dans le Kent et le Surrey en 1719 .
Plumer est nommé Lord of Trade en 1721 et, un an plus tard, lors des élections générales de 1722, il est élu député de Lichfield sous le patronage de la famille Chetwynd. Il est réélu à nouveau comme député de Lichfield aux élections générales de 1722, mais cette année-là, il est démis de ses fonctions à la Chambre de commerce pour faire place à quelqu'un d'autre. Il vote ensuite de manière sélective - pour l'administration sur les arriérés de la liste civile en 1729 et sur l'abrogation de la loi septennale en 1734, mais contre l'administration sur les Hessois en 1730, l'armée en 1732 et le projet d'accise en 1733. Aux élections générales de 1734, il est réélu comme député de St Mawes sur la recommandation de Walpole. Il est renommé Lord of Trade en 1735 et vote ensuite conformément à l'administration. En 1741, il est réélu sans opposition comme député d'Aldburgh et en 1747, est réélu sans opposition pour Weymouth et Melcombe Regis .
Plumer est opéré de la maladie de la pierre le 18 novembre 1750 et est décédé une semaine plus tard, le 25 novembre, célibataire .